# 성주 한개마을
성주 한개마을(星州 한개마을)은 대한민국 경상북도 성주군 월항면에 있는 마을이다. 2007년 12월 31일 대한민국의 국가민속문화재 제255호로 지정되었다.
한개마을은 조선 세종대왕 시대에 구성된 마을로, 약 600년의 역사를 자랑한다. 현재는 최초 마을을 개척한 이우 선생의 성산이씨 후손들이 모여사는 집성마을로, 17세기부터 과거합격자를 많이 배출하고 이름난 유학자 및 독립운동가 등의 인물들을 배출한 마을로도 유명하다. 특히 합격을 기원하는 수험생들과 가족들에게는 반드시 들러야 할 명당이다. 대부분 18세기 후반에서 19세기 초반에 지어진 60여 채의 전통가옥들이 짜임새있게 배치되어 있으며, 그중 10곳은 경상북도 문화재로 지정되어있다.

## 개요
조선 세종때 진주목사를 역임한 이우(李友)가 입향(入鄕)하여 거주한때로부터 성산이씨가 집성하여 살고있는 마을이다. 경상북도 문화재로 지정된 건축물이 10동에 이르며 이들 건축물은 8세기 후반에서 19세기 초에 걸쳐 건립되었다.
풍수에 따라 마을구성이 이루어져있으며, 상류층 주택과 서민층 주택의 배치 및 평면에서 지역적인 특성이 나타나며, 각 집들은 대지 특성에 맞추어 본채와 부속채가 다양하게 배치되어있다. 또한 지붕, 대청, 안방, 부엌, 툇마루 등이 거의 원형으로 남아있다. 가재도구 및 유교적 생활공간 등 중요한 모습들이 많이 남아있어 문화재적인 가치가 있다.

## 참고 자료
- 성주 한개마을 - 국가유산청 국가유산포털